# هامبشير الشمالية الشرقية (دائرة انتخابية في المملكة المتحدة)
هامبشير الشمالية الشرقية (بالإنجليزية: North East Hampshire)‏ هي إحدى الدوائر الانتخابية في المملكة المتحدة الممثلة في مجلس العموم في برلمان المملكة المتحدة.
عضو البرلمان الذي يمثلها حالياً هو :Rt Hon James Arbuthnot (Con).